# Bodianus anthioides
 Bodianus anthioides és una espècie de peix de la família dels làbrids i de l'ordre dels perciformes.

## Morfologia
Els mascles poden assolir els 24 cm de longitud total.

## Distribució geogràfica
Es troba des del Mar Roig fins a Sud-àfrica, les Tuamotu, el sud del Japó i Nova Caledònia.